# 埃马努埃尔·热苏斯·邦菲姆·埃瓦里斯托
埃马努埃尔·热苏斯·邦菲姆·埃瓦里斯托（Emanuel Jesus Bonfim Evaristo）或称马努（Manú）（1982年8月28日出生于塞图巴尔），是一名葡萄牙职业足球运动员，擅长打边锋位置。

## 球员生涯
马努的职业球员生涯开始于2001-02赛季，他当时效力于阿尔韦卡足球俱乐部。2004年时，他与本菲卡足球俱乐部签订了一份为期四年的合同。随即他便被本菲卡租借到意大利球队摩德纳和卡尔佩内多洛积累比赛经验。他于2005/06赛季回到葡萄牙，并再次被租借到艾马多拉参加那一赛季的葡萄牙足球超级联赛，出场了31次并射入7球，帮助艾马多拉队保级成功。
2006年6月，马努与本菲卡队续约四年，并随后在2006/07赛季欧洲冠军联赛资格赛对阵奥地利维也纳足球俱乐部的两回合比赛中首次代表本菲卡出赛。在2006年9月13日0-0客场战平丹麦哥本哈根足球俱乐部的小组赛中，他也曾替补上场。
由于他在意大利的经历，2007年夏天意甲球队乌迪内斯和帕尔马向他伸出了橄榄枝。但最后，他决定与希超球队雅典AEK签订了一年的租借合同。 租借合同到期后，他随即被本菲卡出售到了马里迪莫足球俱乐部。
2008年10月7日，他为这支位于马德拉岛的新东家射入了第一粒进球，这场比赛他们以2-0战胜了塞图巴尔足球俱乐部。2009/10赛季，他则获得了更多的首发机会，使得马里迪莫队得到了联赛第五名的好成绩，获得了2010/11赛季欧洲联赛的参赛资格。尤其是在2009年11月1日对阵劲旅里斯本竞技的比赛中，他在距离球门30米外射入精彩的一球，使得球队领先对手（最终结果1-1战平）。
2010年6月9日，他离开葡萄牙，与波甲球队华沙莱吉亚足球俱乐部签订了一份3年的合约。 次年5月3日，他在对阵波兹南莱克的2010/11赛季波兰杯决赛中，射入了扳平的一球，从而将比赛带入了加时赛，并在最后的点球大战中以5-4战胜对手，帮助华沙莱吉亚获得了球队历史上的第14个波兰杯冠军。
2011年12月10日，马努和中国足球超级联赛的北京国安足球俱乐部签署转会合同，他将从2012年开始为北京国安队效力。有消息称双方签署了一份为期一年、优先续约一年的“1+1”合同，转会费为100万美元。 但马努的表现并不出色，半个赛季后就被北京国安排除在外援报名名单之外。

## 荣誉
華沙萊吉亞足球俱樂部
- 波兰杯 (2): 2010-11赛季,  2011-12赛季